# Actio praescriptis verbis
Die actio praescriptis verbis war im römischen Recht eine Klageart für sogenannte Innominatkontrakte, also „unbenannte Verträge“. Soweit sich bei der Wahl der zutreffenden Klageart Zuordnungsprobleme ergaben, wurden die Klageformeln nach Lage des Einzelfalles (actio in factum) gestaltet, folgten jedoch dem feststehenden Schema bonae fidei iudicia.
Grundsätzlich herrschte im römischen Vertragsrecht Typenzwang vor. Das begrenzte die Möglichkeiten Verpflichtungen einzugehen, anders als in den heutigen Rechtsordnungen, in denen auf schuldrechtlicher Ebene zumeist Vertragsfreiheit vorherrscht. Die römischen Klagen (actiones) richten sich nach zwölf benannten Verträgen aus, die schulmäßig in abschließender Anzahl als Vertragsobligationen in vier Gruppen unterteilt wurden. Es handelte sich insoweit um sogenannte Nominatsverträge.
Neben Realverträgen (Leihe, Verwahrung, Verpfändung) standen die Verbalverträge (Stipulation, Mitgiftzusagen), Litteralverträge (Novationen von Schuldverträgen in Darlehensverbindlichkeiten) und Konsensualverträge (Kauf, Miete, Pacht, Dienst- und Werkverträge sowie Aufträge und Gesellschaftsrecht).
Wer jedoch Leistungen außerhalb eines typgebundenen Vertrages erbracht hatte und sich durch abredewidriges Verhalten seines Kontraktpartners nun enttäuscht sah, konnte nicht auf Erfüllung pochen. Er hatte lediglich das Recht, die von ihm erbrachten Vertragsleistungen zurückzufordern (condictio ob causam datorum). In der Zeit der Nachklassik setzte allerdings ein Umdenken ein. Man ging nun davon aus, dass derjenige, der eine Vorleistung erbracht hatte, neben den Kondiktionsansprüchen (Rückforderung) auch Vertragserfüllungsansprüche geltend machen durfte. Der Prätor formulierte im Formularprozess die Prozessformel für den Einzelfall. Er ließ die Bezeichnung des Geschäftstyps unberücksichtigt und schilderte stattdessen den konkret vorliegenden Sachverhalt.
Die Klageformel konnte nach einem Beispielsfall von Ulpian, Digesten 19,5,19 pr. lauten:

„Du hast mich um ein Gelddarlehen gebeten; da ich kein Geld hatte, gab ich Dir eine Sache zum Verkauf, dass Du den Erlös gebrauchen solltest. Wenn Du sie gar nicht verkauft hast oder zwar verkauft, aber das als Darlehen vorgesehene Geld nicht erhalten hast, so ist es sicherer, mit vorgeschalteten Formelworten zu klagen, als ob wir ein Geschäft eines eigenen Vertragstyps untereinander abgeschlossen hätten.“

Unter die Klageformel fielen atypische Kontrakte. Dies waren etwa Typenmischverträge, wie der Trödelvertrag (contractus aestimatorius), Aufkaufskommissionen bei fester Preisbestimmung oder Sklavenfreilassungen bei wechselseitigen Eigentumsverhältnissen und Tauschverhältnisse.